# Saccharopolyspora erythraea
Saccharopolyspora erythraea, anteriormente conocido como Streptomyces erythraeus, es una especie de bacteria del orden Pseudonocardiales, dentro del género Saccharopolyspora.
Saccharopolyspora erythraea es conocido por la producción del antibiótico macrólido eritromicina. El Citocromo P450 eryF (CYP107A1) original de la bacteria es el responsable de la biosíntesis del antibiótico por la hidroxilación de C6 del macrólido 6-deoxieritronolida B.
El genoma secuenciado de la Saccharopolyspora erythraea comprende 8.212.805 pares de bases, las cuales codifican 7264 genes. El genoma es circular, como el de los Actinomycetales patógenos Mycobacterium tuberculosis y Corynebacterium diphtheriae, a diferencia de los cromosomas lineales del Streptomyces coelicolor A3 y el estrechamente relacionado Streptomyces avermitilis. El genoma del S. erythraea contiene al menos 25 grupos de genes para la producción de metabolitos secundarios conocidos o predichos para conferir resistencia a un rango de antibióticos comunes y muchas series de genes duplicados para soportar su estilo de vida saprofito. La disponibilidad de la secuencia genómica del S. erythraea proveerá mejor entendimiento de su biología y facilitara el desarrollo racional de cepas que mejoren la producción de antibióticos de importancia clínica.